# Oligotoma falcis
Oligotoma falcis är en insektsart som beskrevs av Ross 1943. Oligotoma falcis ingår i släktet Oligotoma och familjen Oligotomidae. Inga underarter finns listade i Catalogue of Life.